# Richard Avenarius
Richard Avenarius (n. 19 noiembrie 1843, Paris, Franța – d. 18 august 1896, Zürich, cantonul Zürich, Elveția) a fost un filosof elvețian de limbă germană.
Aparținea idealismului subiectiv și este unul dintre întemeietorii empiriocriticismului.
Ca și George Berkeley, considera că toate obiectele și fenomenele lumii exterioare sunt senzații și complexe de senzații.
A formulat ideea idealist-subiectivă a coordonării principiale, care susține că obiectul nu ar putea să existe fără subiect și că deci materia nu ar putea să existe fără gândire.
Conceptele sale au fost criticate de Lenin în lucrarea Materialism și empiriocriticism.